# Piper sanjuananum
Piper sanjuananum är en pepparväxtart som beskrevs av William Trelease. Piper sanjuananum ingår i släktet Piper och familjen pepparväxter. Inga underarter finns listade i Catalogue of Life.